# Мария Лалева
Мария Лалева е българска писателка, авторка на романа „Живот в скалите“.

## Детство
Родена е в Благоевград на 17 юли 1969 година. Родът ѝ произхожда от Вардарска Македония и от Сяр. Завършва Езиковата гимназия в града, а впоследствие висше образование със специалност „Икономика“.

## Творчество
През 2018 година излиза дебютният ѝ роман „Живот в скалите“, който много бързо се превръща в една от най-продаваните книги в България. Книгата става най-четеното заглавие на книжарници „Хеликон“ за 2018 година. Впоследствие оглавява класацията и през 2019, 2020 и 2021 година. Тиражът ѝ достига 220 000 екземпляра.
Сценарист и изпълнителен продуцент на игралния филм „Дамасцена“ от 2017 г.

## Награди
- Жена на годината на сп. „Грация“ за 2019 година[6]

### Романи
- „Живот в скалите“ (2018)[7]
- „Пасиансът на архангелите“ (2021)
- Пътища от огън (2024)

### Стихосбирки
- „Личен архив“ (2013)
- „Не съм ви ближна“ (2016)[8]
- „Благословете Юда“ (2019)